# Clifton Forbes
Clifton Forbes (* 18. Februar 1946; † 1. März 2010 in Kingston) war ein jamaikanischer Leichtathlet, der mit der 4-mal-100-Meter-Staffel zwei Weltrekorde aufstellte.
Bei den British Empire and Commonwealth Games 1966 in Kingston erreichte er über 220 Yards das Viertelfinale, mit der 4-mal-440-Yards-Staffel belegte er den vierten Platz. Im Jahr darauf erreichte er bei den Panamerikanischen Spielen in Winnipeg den achten Platz im 400-Meter-Lauf, die jamaikanische 4-mal-400-Meter-Staffel gewann die Bronzemedaille.
Bei den Olympischen Spielen 1968 in Mexiko-Stadt erreichte er im Vorlauf über 400 Meter mit 45,75 Sekunden die schnellste Zeit seiner Karriere, schied aber im Viertelfinale aus. Die jamaikanische 4-mal-100-Meter-Staffel stellte im Staffel-Vorlauf in der Besetzung Errol Stewart, Michael Fray, Clifton Forbes und Lennox Miller in 38,6 Sekunden einen neuen Weltrekord auf. Im Halbfinale steigerten die vier Jamaikaner ihren Weltrekord auf 38,3 Sekunden, die elektronische Zeitnahme ergab 38,39 Sekunden; im Finale reichten 38,47 Sekunden nur zum vierten Platz hinter den Staffeln aus den Vereinigten Staaten, Kuba und Frankreich, die US-Amerikaner steigerten den Weltrekord auf 38,24 Sekunden. 
Seinen letzten großen Auftritt als aktiver Sportler hatte Forbes bei den British Commonwealth Games 1970. In 46,19 Sekunden belegte er den siebten Platz über 400 Meter, die 4-mal-400-Meter-Staffel erreichte den fünften Platz.
Nach seiner aktiven Laufbahn betreute Forbes als Team-Manager über Jahre das jamaikanische Team bei internationalen Großveranstaltungen. Beruflich war er bei einem Telekommunikationsunternehmen tätig.